# Baia di Killala
La baia di Killala (in inglese Killala Bay, Cuan Chill Ala in gaelico irlandese) è un'insenatura naturale formata dalla foce del fiume Moy, sulle coste settentrionali del Mayo, in Irlanda. Deve il nome al villaggio di Killala, situato nella parte occidentale.